# Ocell del paradís de cintes
L'ocell del paradís de cintes (Astrapia mayeri) és una espècie d'ocell de la família dels paradiseids (Paradisaeidae) que habita els boscos de les muntanyes de la zona central de l'est de Nova Guinea.